# Pierluigi Conforti
Pierluigi Conforti (Livorno, 15 giugno 1946) è un pilota motociclistico italiano ritiratosi dall'attività agonistica.

## Carriera
Ottenne i suoi primi successi nelle cronoscalate: con una Guazzoni 50 fu campione toscano della montagna dal 1970 al 1972, e in quest'ultima stagione fu anche vicecampione italiano della montagna, sempre con la "zanzara" milanese.
La sua carriera nel motomondiale ha inizio nella stagione 1975 in occasione del Gran Premi delle Nazioni in sella ad una Malanca nella Classe 125. Da quel momento sono cominciate le sue partecipazioni ai Gran Premi durate sino al motomondiale 1982, alternativamente in classe 125 e Classe 250.
Il suo unico successo iridato è avvenuto nel Gran Premio di Gran Bretagna del 1977 guidando una Morbidelli in classe 125. Nel suo palmarès vi è anche un titolo nazionale nel Campionato Italiano Seniores del 1978; nel 1979 conquista gli ultimi punti in 125, in sella ad una MBA, moto con cui si classifica nono nel campionato Italiano di categoria.

## Risultati nel motomondiale

### Classe 125
| 1975 | Classe | Moto                 |  |  |  |  |   |    |  |  |  |    |  |   |  | Punti | Pos. |
| ---- | ------ | -------------------- |  |  |  |  | - | -- |  |  |  | -- |  | - |  | ----- | ---- |
| 1975 | 125    | Malanca e Morbidelli |  |  |  |  | 5 | NE |  |  |  | NE |  | 2 |  | 18    | 10º  |

| 1976 | Classe | Moto                |    |  |   |  |    |  |  |  |  |    |  |   |  | Punti | Pos. |
| ---- | ------ | ------------------- | -- |  | - |  | -- |  |  |  |  | -- |  | - |  | ----- | ---- |
| 1976 | 125    | Yamaha e Morbidelli | NE |  | 8 |  | NE |  |  |  |  | NE |  | 7 |  | 7     | 20º  |

| 1977 | Classe | Moto       |   |   |   |     |   |    |     |   |   |   |   |    |   | Punti | Pos. |
| ---- | ------ | ---------- | - | - | - | --- | - | -- | --- | - | - | - | - | -- | - | ----- | ---- |
| 1977 | 125    | Morbidelli | - | 4 | - | Rit | - | 10 | Rit | - | 5 | - | - | NE | 1 | 30    | 10º  |

| 1978 | Classe | Moto |   |     |   |    |     |     |   |   |   |     |   |    |   | Punti | Pos. |
| ---- | ------ | ---- | - | --- | - | -- | --- | --- | - | - | - | --- | - | -- | - | ----- | ---- |
| 1978 | 125    | MBA  | - | Rit | 5 | 18 | Rit | Rit | - | - | - | Rit | - | NE | 3 | 16    | 14º  |

| 1979 | Classe | Moto |  |  |  |   |  |  |  |  |  |  |  |  |  | Punti | Pos. |
| ---- | ------ | ---- |  |  |  | - |  |  |  |  |  |  |  |  |  | ----- | ---- |
| 1979 | 125    | MBA  |  |  |  | 7 |  |  |  |  |  |  |  |  |  | 4     | 33º  |

| Legenda | 1º posto        | 2º posto            | 3º posto            | A punti      | Senza punti        | Grassetto – Pole position Corsivo – Giro più veloce |
| Legenda | Gara non valida | Non qual./Non part. | Ritirato/Non class. | Squalificato | '-' Dato non disp. | Grassetto – Pole position Corsivo – Giro più veloce |

### Classe 250
| 1977 | Classe | Moto                |   |    |   |    |   |    |   |   |    |   |   |   |   |  | Punti | Pos. |
| ---- | ------ | ------------------- | - | -- | - | -- | - | -- | - | - | -- | - | - | - | - |  | ----- | ---- |
| 1977 | 250    | Yamaha e Morbidelli | - | NE | - | 15 | - | NQ | 5 | - | 16 | - | - | - | - |  | 6     | 25º  |

| 1978 | Classe | Moto   |   |   |    |     |   |   |   |   |   |     |   |   |   |  | Punti | Pos. |
| ---- | ------ | ------ | - | - | -- | --- | - | - | - | - | - | --- | - | - | - |  | ----- | ---- |
| 1978 | 250    | Yamaha | - | - | NE | Rit | - | - | - | - | - | Rit | - | - | - |  | 0     |      |

| 1979 | Classe | Moto   |   |    |   |    |   |   |   |   |   |   |   |   |   |  | Punti | Pos. |
| ---- | ------ | ------ | - | -- | - | -- | - | - | - | - | - | - | - | - | - |  | ----- | ---- |
| 1979 | 250    | Yamaha | - | NE | - | NQ | - | - | - | - | - | - | - | - | - |  | 0     |      |

| 1980 | Classe | Moto   |   |  |  |  |  |  |  |  |  |  |  |  |  |  | Punti | Pos. |
| ---- | ------ | ------ | - |  |  |  |  |  |  |  |  |  |  |  |  |  | ----- | ---- |
| 1980 | 250    | Yamaha | 3 |  |  |  |  |  |  |  |  |  |  |  |  |  | 10    | 16º  |

| 1981 | Classe | Moto     |  |    |  |  |  |  |    |  |  |   |  |  |  |  | Punti | Pos. |
| ---- | ------ | -------- |  | -- |  |  |  |  | -- |  |  | - |  |  |  |  | ----- | ---- |
| 1981 | 250    | Kawasaki |  | NE |  |  |  |  | NE |  |  | 4 |  |  |  |  | 8     | 21º  |

| 1982 | Classe | Moto     |    |    |  |  |    |  |  |  |  |  |  |  |  |  | Punti | Pos. |
| ---- | ------ | -------- | -- | -- |  |  | -- |  |  |  |  |  |  |  |  |  | ----- | ---- |
| 1982 | 250    | Kawasaki | NE | NE |  |  | 10 |  |  |  |  |  |  |  |  |  | 1     | 32º  |

| Legenda | 1º posto        | 2º posto            | 3º posto            | A punti      | Senza punti        | Grassetto – Pole position Corsivo – Giro più veloce |
| Legenda | Gara non valida | Non qual./Non part. | Ritirato/Non class. | Squalificato | '-' Dato non disp. | Grassetto – Pole position Corsivo – Giro più veloce |

### Classe 350
| 1978 | Classe | Moto                |   |    |     |   |    |   |    |   |   |   |   |   |   |  | Punti | Pos. |
| ---- | ------ | ------------------- | - | -- | --- | - | -- | - | -- | - | - | - | - | - | - |  | ----- | ---- |
| 1978 | 350    | Morbidelli e Yamaha | - | NE | Rit | - | NQ | - | NE | - | - | - | - | - | - |  | 0     |      |

| Legenda | 1º posto        | 2º posto            | 3º posto            | A punti      | Senza punti        | Grassetto – Pole position Corsivo – Giro più veloce |
| Legenda | Gara non valida | Non qual./Non part. | Ritirato/Non class. | Squalificato | '-' Dato non disp. | Grassetto – Pole position Corsivo – Giro più veloce |